# Amor Nezzar
Pour les articles homonymes, voir Nezzar.
Amor Nezzar, né le 16 avril 1949, est un homme politique algérien. Membre du Front de libération nationale, il est député de la septième circonscription électorale de la wilaya de Batna au cours de la troisième législature (1987-1992).